# Fausto Cornelio Sila (cónsul 31)
Fausto Cornelio Sila (en latín: Faustus Cornelius Sulla; m. c.40) fue un senador romano que vivió en la primera mitad del siglo I, y desarrolló su cursus honorum bajo los reinados de Tiberio, Caligula, y Claudio. Fue cónsul sufecto en el año 31 junto Sexto Teidio Valerio Catulo como compañero.

## Orígenes familiares
Fausto era miembro de la gens Cornelia, hijo de Sila Félix, un miembro de los hermanos Arvales que falleció en el año 21 y por lo tanto un descendiente del dictador Sila. Su madre era Sextia y su hermano era Lucio Cornelio Sila Félix.

## Familia y descendencia
En el año 21, Fausto se casó con Domicia Lépida. Ella era la hija de Antonia la Mayor con Lucio Domicio Enobarbo, una sobrina nieta del emperador Augusto y una nieta de Octavia y  Marco Antonio el Triunviro. Lépida tenía dos hijos de su matrimonio anterior con Marco Valerio Mesala Barbado Mesalino: Marco Valerio Mesala Corvino, y la emperatriz Mesalina, la tercera esposa del emperador Claudio.
Domicia Lépida le dio a Fausto un hijo, Fausto Cornelio Sila Félix, cónsul ordinario en el año 52, que luego se casó con Claudia Antonia, una hija de Claudio. Fausto murió por causas desconocidas en torno al año 40.